# Читчоб, Чаи
Чаи Читчоб (5 марта 1928, Бурирам — 24 января 2020, Бурирам) — президент Национальной ассамблеи Таиланда и спикер Палаты представителей с 15 мая 2008 года. Он начал свою карьеру политика с принятия тайской официальной должности камнан (губернатор) в Бурирамской провинции и стал известен многим местным жителям как «Камнан Чаи».
Его первый опыт в делах национальной политики пришелся на 1957 год. Чаи баллотировался в качестве кандидата демократической партии в городе Сурин, но не был избран. В 1969 году он баллотировался в Буринаме в качестве независимого кандидата и сумел победить. Затем он вновь избирался несколько раз. В 2007 году Чаи был избран в Национальную ассамблею Таиланда в качестве представителя Народной державной партии.
В 2009 году Чаи принимал делегацию Федерации за всеобщий мир, организации Мун Сон Мёна, во главе с Хосе де Венисия в парламенте в ходе рабочего визита, которая позже встречалась с премьер-министром. В состав делегации Федерации за всеобщий мир входили семь депутатов из Шри-Ланки, Малайзии, Непала, Пакистана, губернатор индийского штата Сикким и генсек камбоджийского подразделения Красного креста.

## Семья
Он был женат на Лаонг и у них было пятеро сыновей и одна дочь. Один из сыновей Чаи, Нэвин Читчоб, является влиятельным политиком в северо-восточном регионе. Выдвижение кандидатуры Чаи Народной державной партией на должность спикера Палаты частично причисляют Нэвину. Он являлся большим почитателем израильского политика и военного Моше Даяна, иногда даже называл себя «Чаи Моше».

## Смерть
Чаи умер 24 января 2020 года в своём доме, в городе Бурирам. Ему был 91 год.